# Tūdeshg
Tūdeshg (persiska: تودشگ, Tūdeshk) är en ort i Iran.   Den ligger i provinsen Esfahan, i den centrala delen av landet, 400 km söder om huvudstaden Teheran. Tūdeshg ligger 2 030 meter över havet och antalet invånare är 3 940.
Terrängen runt Tūdeshg är kuperad åt nordost, men åt sydväst är den platt. Runt Tūdeshg är det ganska tätbefolkat, med 144 invånare per kvadratkilometer. Tūdeshg är det största samhället i trakten. Trakten runt Tūdeshg är ofruktbar med lite eller ingen växtlighet.